# 岡山県道173号大元停車場線
岡山県道173号大元停車場線（おかやまけんどう173ごう おおもとていしゃじょうせん）は、岡山県岡山市北区を通る一般県道である。

## 概要
道路法第7条第1項第5号の「主要地、主要港、主要停車場又は主要な観光地とこれらと密接な関係にある高速自動車国道、一般国道又は前各号の一に規定する都道府県道とを連絡する道路」に該当する県道で、JR宇野線（宇野みなと線および瀬戸大橋線）大元駅と岡山県道21号岡山児島線（通称「旧2号線」）とを結ぶ。

### 路線データ
- 路線番号：3173[1]
- 起点：岡山県岡山市北区西古松140番1先（大元停車場）[1]
- 終点：岡山市北区大供一丁目65番先[1]
- 総延長：1164.8 m [1]
- 実延長：1.2 km [2]
- 幅員：14.3 - 60.1 m [1]

## 歴史
路線の一部は、旧鴨方往来と旧金毘羅往来との重複区間となっている旧街道（往来）の「庭瀬往来」が原形。そのため路線の近くを旧庭瀬往来が並走している。

### 年表
- 1960年（昭和35年）3月18日：認定および供用開始[1]。

## 路線状況
岡山県道21号岡山児島線（通称「旧2号線」）交点から北に「市役所筋」と呼ばれる岡山市道南方・柳町線と直結しており、これと一体となってJR大元駅とJR岡山駅とを結ぶ駅間連絡道路の役割を担う。

## 地理

### 通過する自治体
- 岡山県
  - 岡山市（北区）

### 交差する道路
| 交差する道路                                                                                | 交差する場所 | 交差する場所          |
| ------------------------------------------------------------------------------------------- | ------------ | --------------------- |
| 岡山県道174号大元停車場上中野線                                                             | 西古松       | 大元駅前交差点 / 起点 |
| 岡山県道21号岡山児島線（通称「旧2号線」） 岡山市道101000104号南方柳町線（通称「市役所筋」） | 大供一丁目   | 大供交差点 / 終点     |

### 並行する旧街道
- 旧庭瀬往来
  - 旧鴨方往来（玉島街道）
  - 旧金毘羅往来（四国街道）

### 沿線
- JR大元駅
- 岡山市北消防署
- 岡山市水道局
- 岡山大学医学部（鹿田キャンパス）
- 岡山大学病院
- 岡山市立鹿田小学校
- 岡山県精神科医療センター
- 岡山市役所
- 瀬戸内海放送岡山本社
- 山陽新聞社・テレビせとうち本社